# گابریل میلیتو
گابریل آلخاندرو میلیتو (زاده ۷ سپتامبر ۱۹۸۰، برنال) بازیکن و مدافع مرکزی فوتبال پیشین آرژانتینی است.وی سرمربی فعلی باشگاه فوتبال اتلتیکو مینیرو برزیل است.
وی برای تیم ملی فوتبال آرژانتین در جام جهانی ۲۰۰۶ بازی کرده و ۴۲ بار برای این تیم به میدان رفته است.وی برادر دیگو میلیتو است.